# مارتا كولفين
مارتا كولفين أندرادي (بالإسبانية: Marta Colvin)‏ (1907-1995) فنانة نحت من شيلان (تشيلي).

## سيرتها
مارتا كولفين أندرادي هي ابنة جيمس كولفين وهو من أصول أيرلندية وإلكيرا أندرادي وهي من أصول برتغالية. بعد زلزال عام 1939، عاشت في سانتياغو عاصمة تشيليودرست في كلية الفنون في جامعة تشيلي. عام 1943، تم تعينها أستاذ مساعد في ورشة عمل النحت التابعة لخوليو آ. فاسكيز ثم عينت أستاذة رسمياً عام 1950. عام 1948، التحقت بأكاديمية غراند شامير في باريس مع الأساتذة أوسين زادكين وهنري لورينز. عاشت في فرنسا لأكثر من 30 عاماً. وقد اشتهرت على مستوى العالم وحازت على الجائزة الوطنية للفنون عام 1970 تقديراً لأعمالها.

## منحوتات

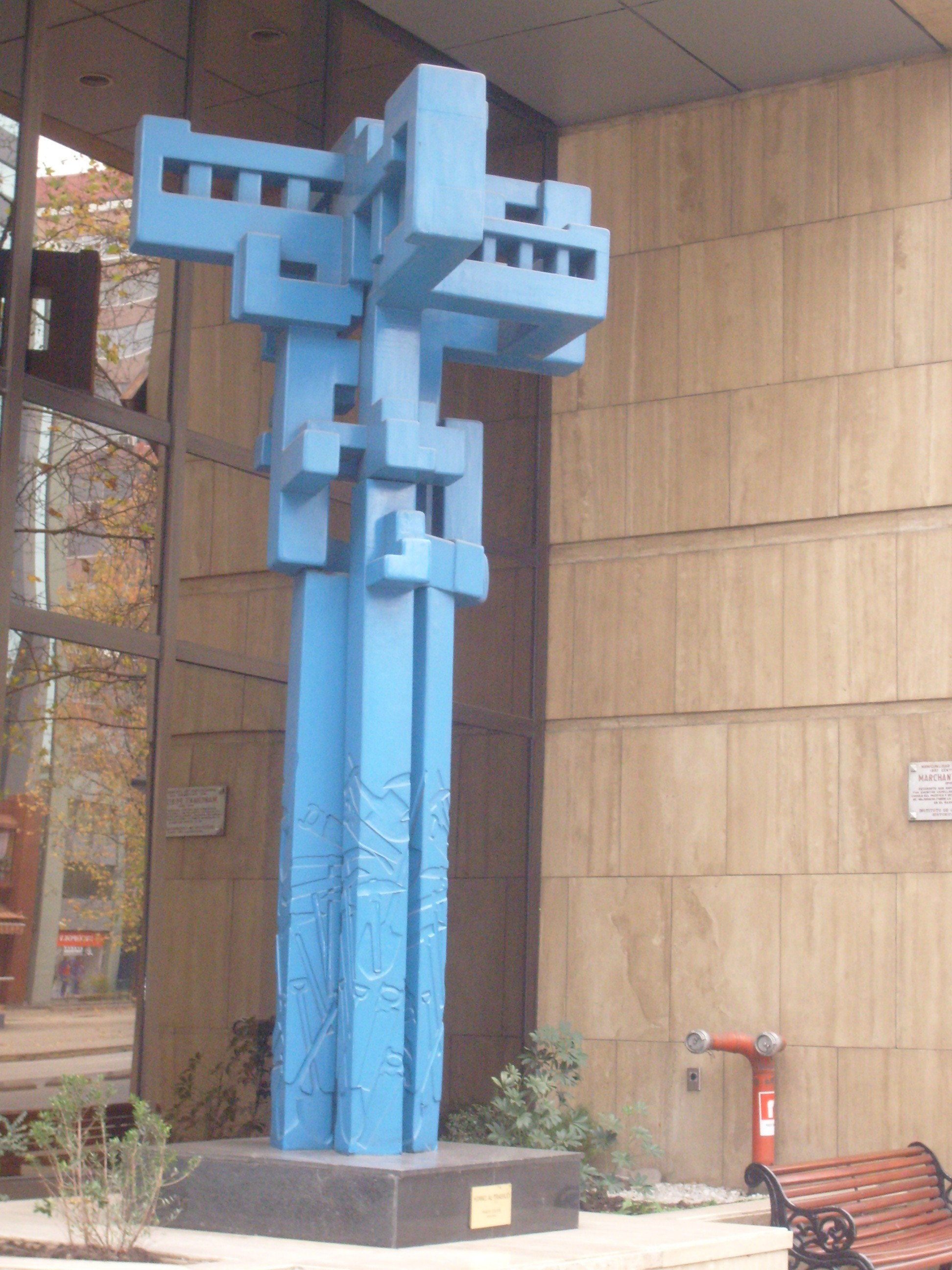
ترنيمة للعمل

- عيون الأرض
- الأرض الأم
- أكو أكو